# Hyacinthoides hispanica
Hyacinthoides hispanica — вид рослин родини холодкові (Asparagaceae).

## Опис
Багаторічна, трав'яниста цибулинна рослина, яка досягає висот від 15 до 50 сантиметрів. Бульби 1,5-3 х 1-2,5 см, від яйцеподібних до сферичних. Рослина з 3-7 листям 10-35 х 0.7-2 см. Має гроновидні суцвіття з (2-) 4-18 (-30) квітів. Квітки без запаху. Оцвітина широко дзвонова, синя, біла або рожева. Пильовики блакитні. Час цвітіння в травні, іноді він починає вже в квітні. Капсули 0,8-1 см в діаметрі, кулясті. Насіння бл. 2,5 мм, чорне, зморшкувате.

## Поширення
Португалія; Гібралтар; Іспанія. Культивується також. Росте на суглинних і глинистих ґрунтах, багатих поживними речовинами, часто бідних вапном, в сільськогосподарські угіддях, чагарниках, змішаних лісах дуба і бука, каштана і заплавних лісах.

## Галерея

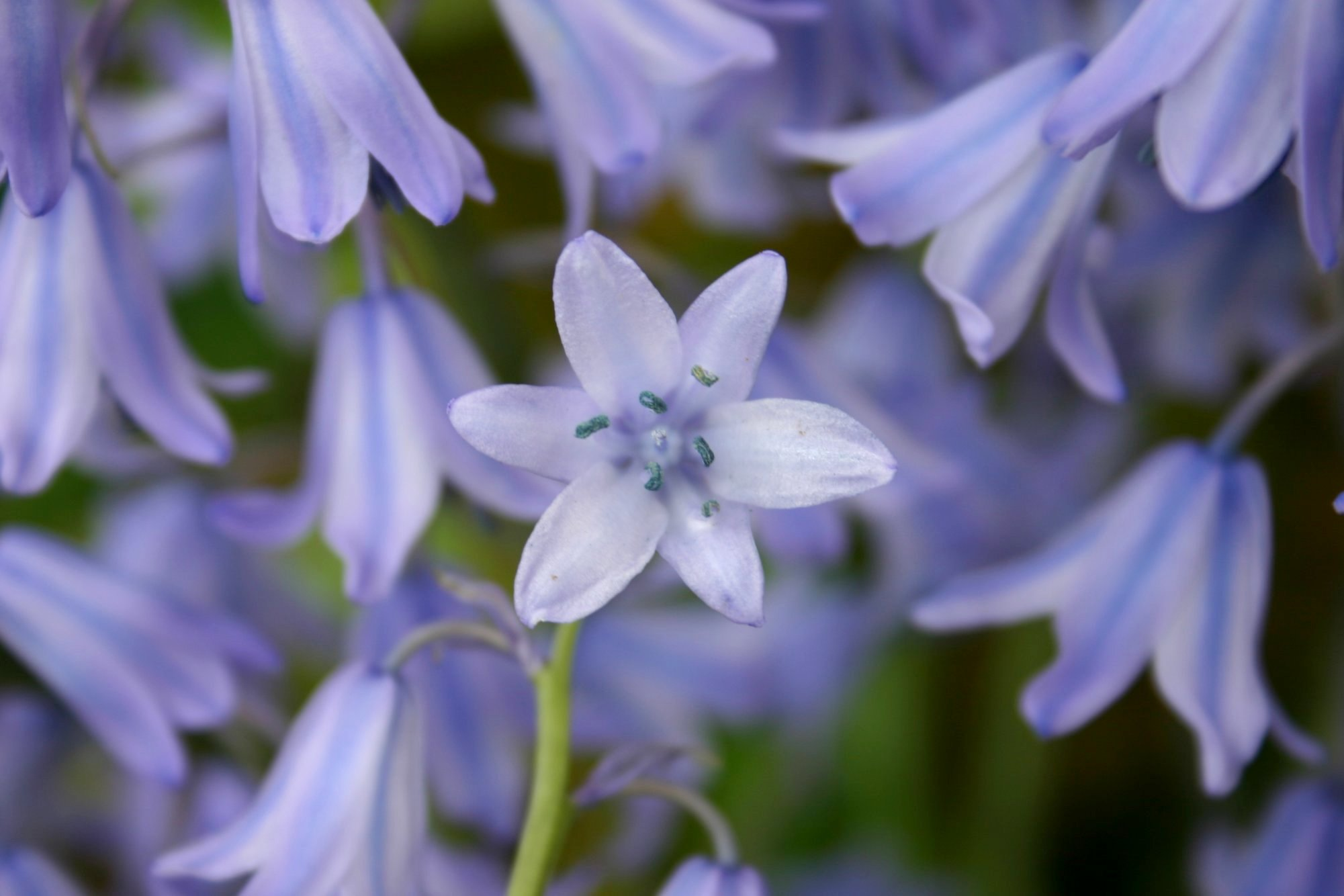
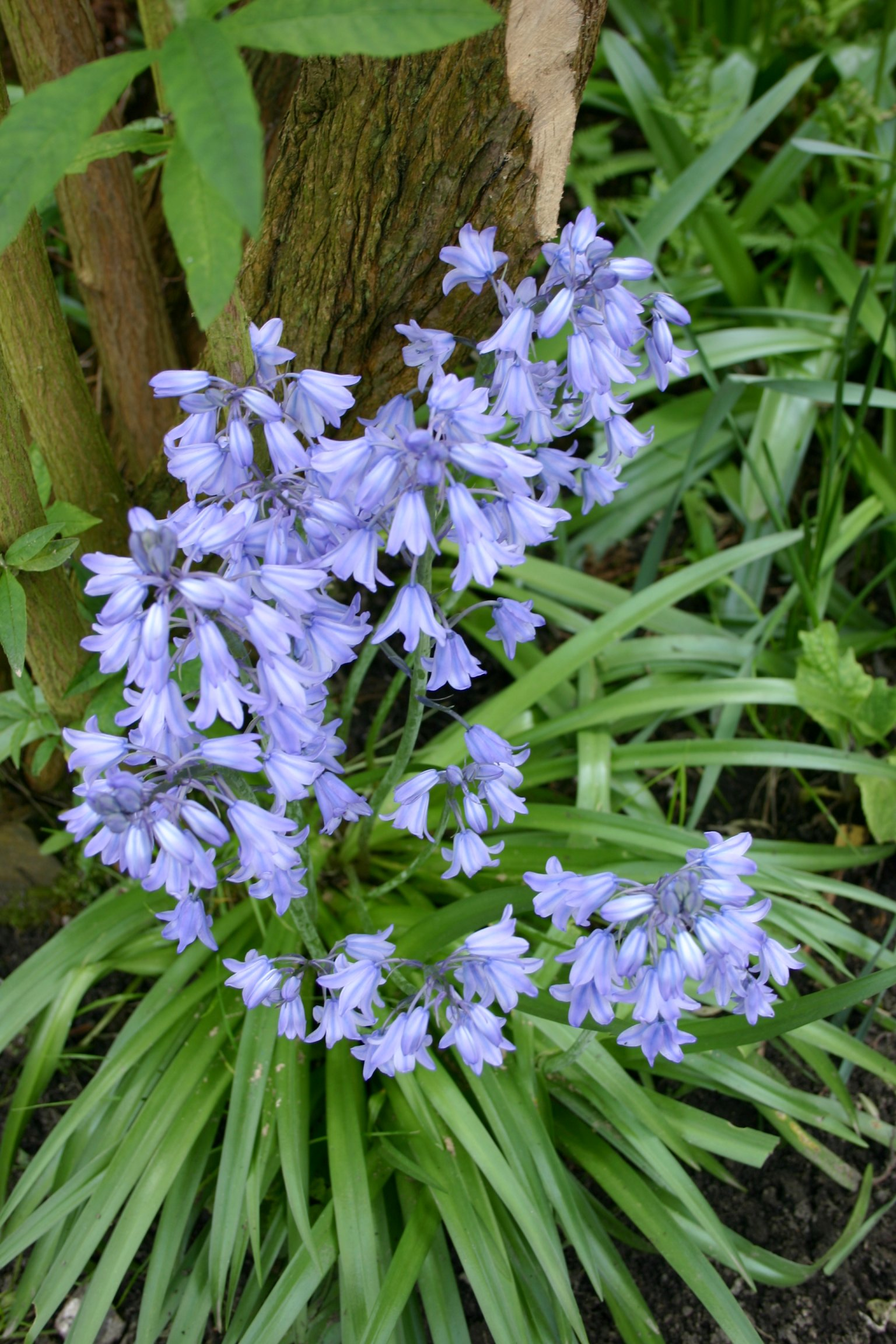
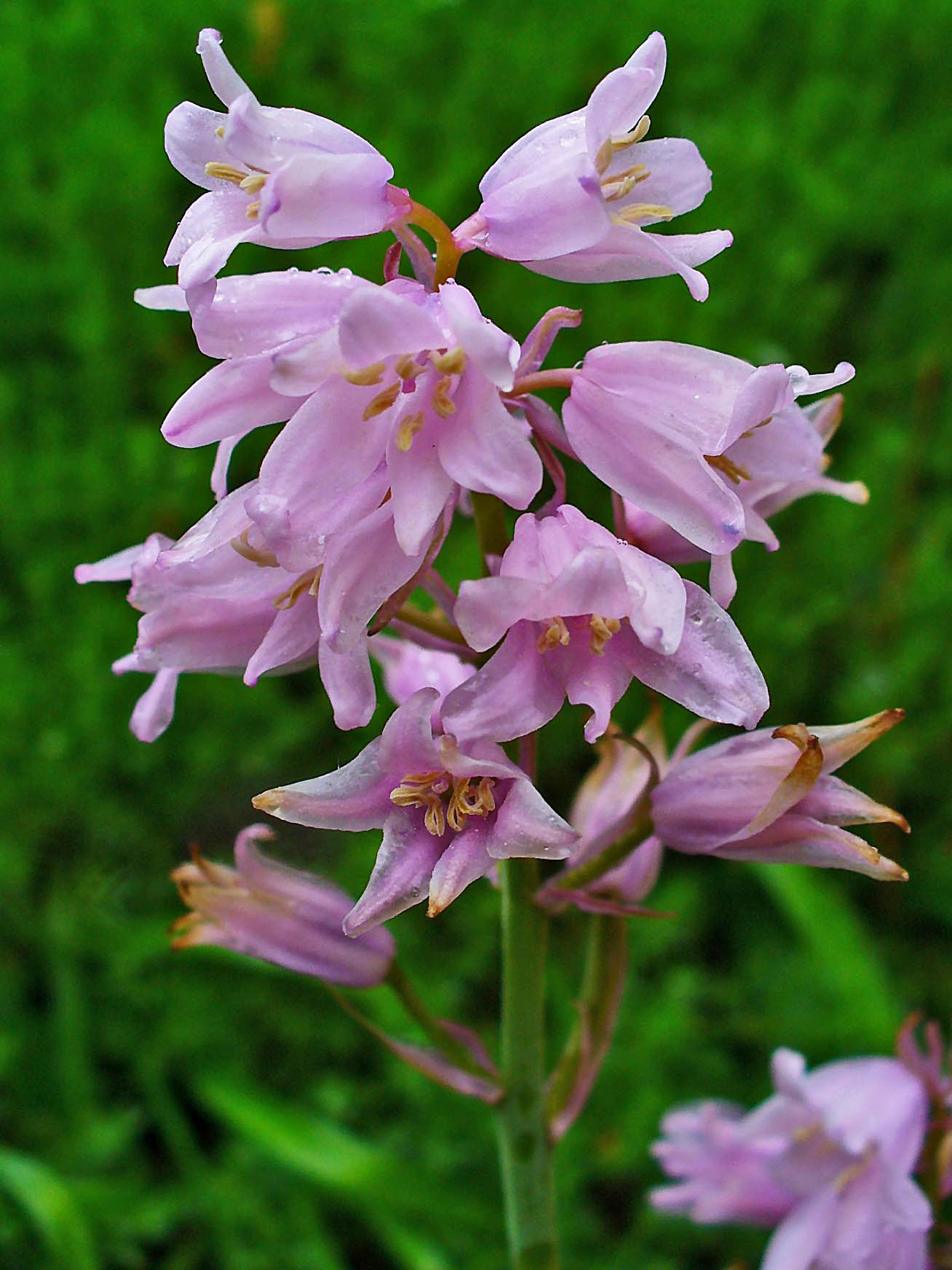
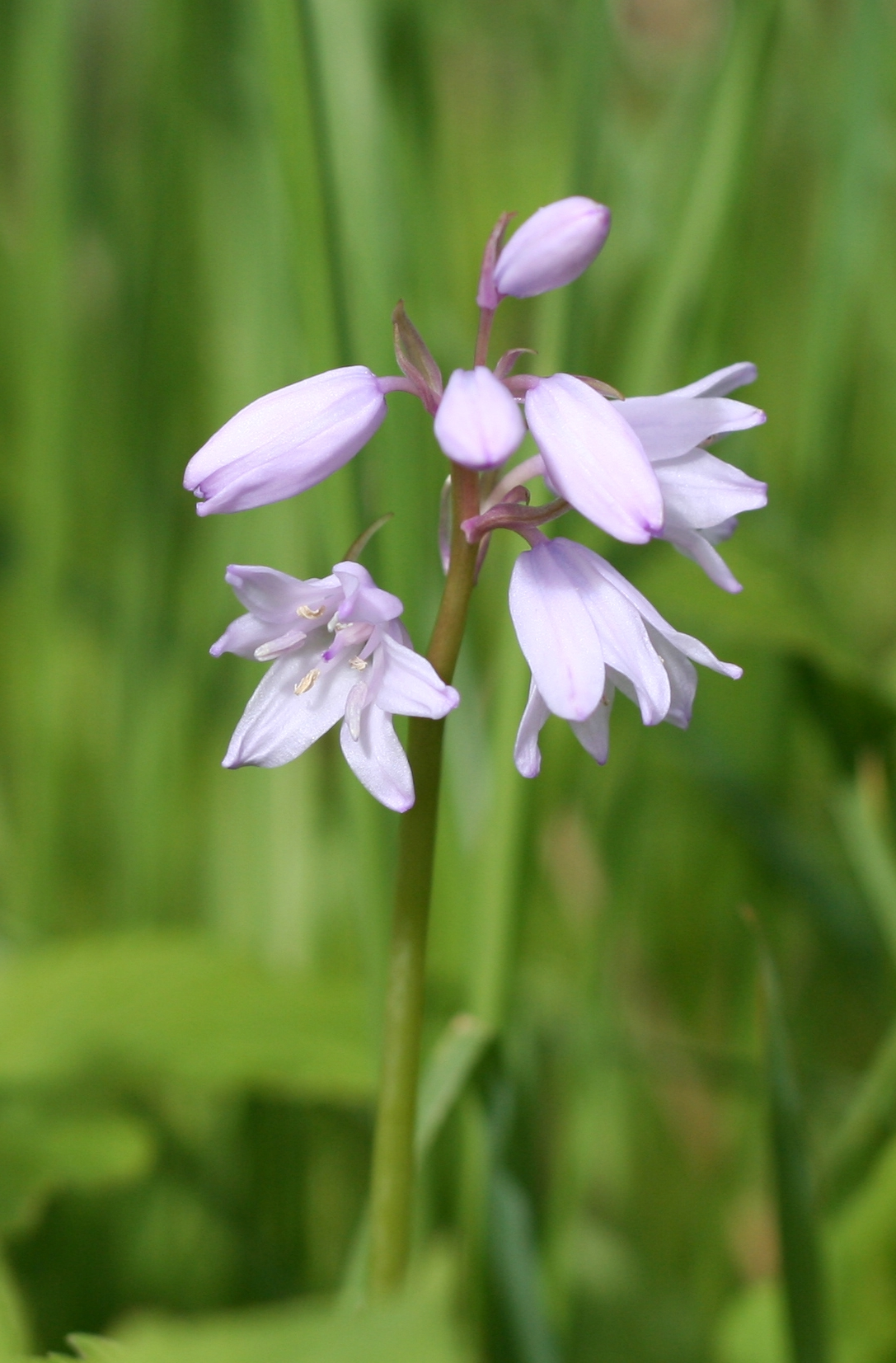